# Grigory Leps
Grigory Viktorovich Lepsveridze, známý jako Grigorij Leps (* 16. července 1962, Soči), je ruský zpěvák,  gruzínského původu, skladatel a producent. Dnes je Grigory Leps jedním z nejpopulárnějších umělců v Rusku. Je známý svým barytonovým hlasem. Mimo zpěv hraje na kytaru, klavír a bicí.

## Životopis
Grigory Lepsveridze se narodil 16. července 1962 ve městě Soči. Oba jeho rodiče, otec – Viktor Antonovič Lepsveridze a matka – Natella Semenovna, pocházeli z Gruzie. Jeho vlastní sestra je Eteri Alavidze.

### Kariéra
Ve věku 14 let vstoupil do hudební školy. Po absolvování školy vstoupil do armády v Chabarovsku a poté, co byl demobilizován, začal hrát a zpívat v několika rockových kapelách a pracoval jako zpěvák v restauracích.
Roku 1992 se přestěhoval do Moskvy na doporučení několika slavných zpěváků.
Roku 1995 vydal své první album a v něm píseň „Natalie“, která se velmi rychle proslavila. V tuto dobu se ovšem ocitnul v nemocnici z důvodu vážného problému s alkoholem. Nyní ovšem úspěšně abstinuje.[kdy?][zdroj⁠?!]
Leps se zúčastnil svého prvního festivalu „Songs of the Year-97“ s písní „Раздумья мои“.
V roce 2002 vydal album On Strings of Rain (Na strunakh dozhdya), ve kterém se objevil další velký hit – „Рюмка водки на столе“ (Rumka vodki na stole).

## Rodina
Jeho první manželkou byla Svetlana Dubinskaja, se kterou se setkal v hudební škole v Soči. Mají spolu dceru Ingu Lepsveridze (narozená 23. prosince 1984).
Druhou manželkou je Anna Shaplykova. Mají spolu dvě dcery – Evu Lepsveridze, Nicole Lepsveridze a syna – Ivana Lepsveridze.